# Olga Charvátová
Olga Charvátová (Gottwaldov, 11 giugno 1962) è un'ex sciatrice alpina ceca che gareggiò per la nazionale cecoslovacca.

## Biografia
Sciatrice polivalente, Olga Charvátová debuttò in campo internazionale in occasione degli Europei juniores di Kranjska Gora 1977, dove vinse la medaglia d'argento nello slalom gigante; l'anno dopo esordì ai Campionati mondiali e a Garmisch-Partenkirchen 1978 fu 9ª nella combinata. In Coppa del Mondo ottenne il primo risultato di rilievo il 12 dicembre 1978 a Piancavallo (10ª in slalom gigante); nella stessa stagione agli Europei juniores di Achenkirch 1979 vinse la medaglia di bronzo nello slalom speciale. Nella stagione 1979-1980 in Coppa Europa vinse la classifica di slalom speciale e si piazzò 2ª in quella generale; il 3 gennaio 1982 a Maribor conquistò il primo podio in Coppa del Mondo (3ª in slalom speciale) e poco più tardi partecipò ai Mondiali di Schladming 1982, piazzandosi 9ª nello slalom speciale e 5ª nella combinata.
Il 21 gennaio 1983, a Schruns, ottenne in combinata la prima vittoria in Coppa del Mondo; l'anno dopo prese parte ai XIV Giochi olimpici invernali di Sarajevo 1984 e in quella sua unica presenza olimpica vinse la medaglia di bronzo nella discesa libera del 16 febbraio, giungendo alle spalle delle svizzere Michela Figini e Maria Walliser, e si classificò 8ª nello slalom gigante e 10ª nello slalom speciale. Ai Mondiali di Bormio 1985, sua ultima partecipazione iridata, fu 11ª nello slalom speciale; nella successiva stagione 1985-1986 in Coppa del Mondo conquistò la seconda e ultima vittoria, il 4 febbraio in slalom speciale a Piancavallo, e si congedò dall'attività agonistica con un ultimo podio: 2ª nello slalom gigante di Bromont del 22 marzo. 

## Bilancio della carriera
Sciatrice eclettica in attività tra la fine degli anni 1970 e il decennio successivo, fu una delle prime atlete dell'Europa orientale a ottenere lusinghieri risultati in Coppa del Mondo, conquistando due vittorie (una in combinata e una in slalom speciale). Raggiunse l'apice della carriera vincendo la medaglia di bronzo nella discesa libera ai XIV Giochi olimpici invernali di Sarajevo 1984.

## Vita privata
È madre di Klára Křížová, a sua volta sciatrice alpina.

## Palmarès

### Olimpiadi
- 1 medaglia:
  - 1 bronzo (discesa libera a Sarajevo 1984)

### Europei juniores
- 2 medaglie[1][2][3]:
  - 1 argento (slalom gigante a Kranjska Gora 1977)
  - 1 bronzo (slalom speciale ad Achenkirch 1979)

### Coppa del Mondo
- Miglior piazzamento in classifica generale: 4ª nel 1986
- 14 podi (1 in discesa libera, 4 in slalom gigante, 4 in slalom speciale, 5 in combinata):
  - 2 vittorie
  - 6 secondi posti
  - 6 terzi posti

#### Coppa del Mondo - vittorie
| Data            | Località    | Paese   | Specialità |
| --------------- | ----------- | ------- | ---------- |
| 21 gennaio 1983 | Schruns     | Austria | KB         |
| 4 febbraio 1986 | Piancavallo | Italia  | SL         |

Legenda:

SL = slalom speciale

KB = combinata

### Coppa Europa
- Miglior piazzamento in classifica generale: 2ª nel 1980[3]
- Vincitrice della classifica di slalom speciale nel 1980[3]